# صدى غوفن
صدى غوفَن أو صدى غووَن (بالتركية: Seda Güven)‏ (ولدت: 28 يونيو 1984، إزمير -)؛ ممثلة تركية.

## المسيرة الفنية
ممثلة تركية نجحت في العديد من الأعمال التركية، من مواليد منطقة مرمرة في تركيا، ابتعدت عن مجال دراستها وهو الديكور وفضلت الخوض في الأعمال الفنية وبالفعل قدمت عدة أعمال.
كانت بدايتها الحقيقية في الفن عندما جسدت شخصية مرام في مسلسل ما ذنب فاطمة غول حيث جسدت في البداية خطيبة سليم وزوجته فيما بعد، ابنة رجل السياسة المشهور تورانير، كانت في البداية شخصية غير أساسية في المسلسل، ولكن بعد زواجها كان لها دور كبير في دعم قضية فاطمة جول، وتتطلق من زوجها، وتستغل نفوذ والدها في القضاء على عائلة رشدان.
تخوض تجربة درامية جديدة على شاشاة MBC حيث تلعب دور فتاة روسية في مسلسل «ليث ونورا» والذي بدأ عرضه على قناة MBC ، وتدور قصة مسلسل ليث ونورا حول مغامرات شخصين واقعين في الحب، أبعدا عن حياةٍ رائعة في روسيا ووصلا إلى إسطنبول، ليث ملازم من شبه جزيرة القرم ونورا فتاة خلابة من عائلة روسية نبيلة.

## الأعمال

### مسلسلات
- ما ذنب فاطمة جول؟ (مسلسل)
- سعيد وشورى (مسلسل)
- لحظة وداع

## وصلات خارجية
- صدى غوفن على موقع IMDb (الإنجليزية)
- صدى غوفن على موقع روتن توميتوز (الإنجليزية)
- صدى غوفن على موقع قاعدة بيانات الأفلام العربية
- صدى غوفن على موقع ألو سيني (الفرنسية)
- صدى غوفن على موقع قاعدة بيانات الفيلم (الإنجليزية)
- صدى غوفن على موقع كينوبويسك (الروسية)